# Municipio de Sandy Creek (condado de Franklin)
El municipio de Sandy Creek (en inglés: Sandy Creek Township) es un municipio ubicado en el  condado de Franklin en el estado estadounidense de Carolina del Norte. En el año 2010 tenía una población de 2.718 habitantes.

## Geografía
El municipio de Sandy Creek se encuentra ubicado en las coordenadas 36°12′39.39″N 78°12′33.73″O / 36.2109417, -78.2093694.